# Majdan-Petriwśkyj
Majdan-Petriwśkyj (ukr. Майдан-Петрівський) – wieś na Ukrainie, w obwodzie chmielnickim, w rejonie teofipolskim. W 2001 roku liczyła 10 mieszkańców.